# ペーター・アブリンガー
ペーター・アブリンガー（Peter Ablinger、1959年3月15日 - 2025年4月17日）は、オーストリア出身の現代音楽の作曲家。

## 略歴
オーバーエスタライヒ州・シュヴァネンシュタット生まれ。1977年から1982年まで、グラーツでジャズ・ピアノを学ぶ。同時に、グラーツでゲスタ・ノイヴェルトに、ウィーンではローマン・ハウベンシュトック＝ラマティに作曲を師事。1982年以降はベルリンに居住して活動している。
電気音響工学とサウンド・インスタレーションに関わった後、1994年からは室内楽に焦点を当てた。2005年には、グラーツの「ユニーク・オペラ・プロジェクト」に参加した。2012年5月に、選挙によってベルリン美術アカデミーの新会員に任命された。
教育者としては、1993年よりグラーツ、ダルムシュタット、ハンブルクとプラハのいくつかの大学で客員教授を務めている。
2025年4月17日の夜、ベルリンで死去。66歳没。

## 作曲作品
1980年から、ホワイトノイズの様々な側面を扱い、楽器、インスタレーション、オブジェ、電子音響作品、散文、演劇、音のない音楽など、多様な表現媒体を駆使した作品プロジェクト《Weiss/Weisslich》シリーズに取り組んでいる。このプロジェクトは36の部分から成り立っている。